# Seznam umetnostnih besedil za maturitetni esej pri slovenščini
Seznam besedil (romanov, dram, kratke proze), izbranih za šolski esej pri pisnem delu izpita splošne mature iz slovenščine

## 1995−2009
| Leto | Tematski sklop                                                              | Besedila |
| ---- | --------------------------------------------------------------------------- | --- |
| 1995 | Tradicionalni in moderni roman v slovenski in svetovni književnosti         | Aleksander S. Puškin: Jevgenij Onjegin Marcel Proust: Combray Albert Camus: Tujec Josip Jurčič: Deseti brat Ivan Tavčar: Visoška kronika Rudi Šeligo: Triptih Agate Schwarzkobler |
| 1996 | Slovenski roman in povest v 20. stoletju                                    | Ivan Cankar: Kurent Izidor Cankar: S poti Lojze Kovačič: Resničnost Marjan Rožanc: Ljubezen Pavle Zidar: Sveti Pavel                                                              |
| 1997 | Vrhovi slovenske in svetovne dramatike, razmerje med posameznikom in družbo | Sofoklej: Antigona William Shakespeare: Hamlet Henrik Ibsen: Nora Ivan Cankar: Hlapci Dominik Smole: Antigona Drago Jančar: Veliki briljantni valček                              |
| 1998 | Komedija                                                                    | Molière: Tartuffe Anton Tomaž Linhart: Ta veseli dan ali Matiček se ženi Nikolaj V. Gogolj: Revizor Ivan Cankar: Za narodov blagor                                                |
| 1999 | Od tradicionalne do moderne dramatike                                       | Henrik Ibsen: Strahovi Oscar Wilde: Saloma Ivan Cankar: Pohujšanje v dolini šentflorjanski Slavko Grum: Dogodek v mestu Gogi                                                      |
| 2000 | Ljubezen in smrt v slovenski krajši pripovedi                               | Ivan Tavčar: V Zali (Amandus) Ivan Pregelj: Matkova Tina Prežihov Voranc: Ljubezen na odoru Edvard Kocbek: Črna orhideja Ciril Kosmač: Sreča Andrej Hieng: Grob                   |
| 2001 | Ljubezen in družbeno okolje v krajši pripovedi                              | Guy de Maupassant: Debeluška Aleksander S. Puškin: Pikova dama Vladimir Bartol: Konec pustolovstva Prežihov Voranc: Samorastniki Alojz Rebula: Votel je Kras                      |
| 2002 | Mladostnik v sodobnem slovenskem romanu                                     | Marjan Rožanc: Ljubezen Lojze Kovačič: Prišleki (1. del) Jani Virk: Smeh za leseno pregrado                                                                                       |
| 2003 | Etična vprašanja v romanu                                                   | Vladimir Bartol: Alamut Fjodor M. Dostojevski: Zločin in kazen |
| 2004 | Moč oblasti in svoboda posameznika                                          | Vladimir Bartol: Alamut Aldous Huxley: Krasni novi svet |
| 2005 | Človek v izrednih okoliščinah                                               | Vitomil Zupan: Menuet za kitaro Ernest Hemingway: Komu zvoni |
| 2006 | V vrtincu zločina in kazni                                                  | Ivan Tavčar: Visoška kronika Fjodor M. Dostojevski: Zločin in kazen |
| 2007 | Razdalje in bližine v sodobnem romanu                                       | Milan Kundera: Neznosna lahkost bivanja Milan Dekleva: Pimlico |
| 2008 | Obrazi nasilja v dramatiki                                                  | J. B. P. Molière: Tartuffe Ivan Cankar: Kralj na Betajnovi Friedrich Dürrenmatt: Fiziki Matjaž Zupančič: Vladimir                                                                 |
| 2009 | Posameznik, družina in družba                                               | Jane Austen: Prevzetnost in pristranost Andrej Hieng: Čudežni Feliks |

## 2010−2026
| Leto | Tematski sklop                                                                                     | Besedila |
| ---- | -------------------------------------------------------------------------------------------------- | --- |
| 2010 | Med različnimi svetovi                                                                             | Andreï Makine: Francoski testament Lojze Kovačič: Prišleki (2. del)                                                                  |
| 2011 | Razpotja ljubezni                                                                                  | Feri Lainšček: Ločil bom peno od valov Gustave Flaubert: Gospa Bovary                                                                |
| 2012 | Kriza vrednot v evropski dramatiki                                                                 | Nikolaj V. Gogolj: Revizor Henrik Ibsen: Stebri družbe Ivan Cankar: Za narodov blagor Vinko Möderndorfer: Limonada slovenica         |
| 2013 | Otroci in starši                                                                                   | Per Petterson: Konje krast Ciril Kosmač: Pomladni dan                                                                                |
| 2014 | Človek v svetu                                                                                     | William Shakespeare: Hamlet Ivan Cankar: Kralj na Betajnovi Friedrich Dürrenmatt: Fiziki Drago Jančar: Veliki briljantni valček      |
| 2015 | Otroštvo                                                                                           | Lojze Kovačič: Otroške stvari Nathalie Sarraute: Otroštvo                                                                            |
| 2016 | »Vse srečne družine so si podobne,vsaka nesrečna družina pa je nesrečna po svoje.« (L. N. Tolstoj) | Feri Lainšček: Ločil bom peno od valov Lev Nikolajevič Tolstoj: Ana Karenina                                                         |
| 2017 | Samomor kot izhod iz družbenega kolesja                                                            | Vladimir Bartol: Alamut Aldous Huxley: Krasni novi svet                                                                              |
| 2018 | Človek med preteklostjo in sedanjostjo                                                             | Anne Michaels: Ubežni delci Ciril Kosmač: Pomladni dan                                                                               |
| 2019 | Stiske družine in posameznika na zgodovinskih prelomnicah                                          | Maja Haderlap: Angel pozabe Andreï Makine: Francoski testament                                                                       |
| 2020 | V svetu Cankarjeve dramatike                                                                       | Ivan Cankar: Za narodov blagor Kralj na Betajnovi Pohujšanje v dolini šentflorjanski Hlapci                                          |
| 2021 | Razmerja med generacijami                                                                          | Goran Vojnović: Figa Per Petterson: Konje krast                                                                                      |
| 2022 | V svetu blišča in bede                                                                             | Andrej Hieng: Čudežni Feliks F. Scott Fitzgerald: Veliki Gatsby                                                                      |
| 2023 | Ženska na odru sveta                                                                               | Sofoklej: Antigona Henrik lbsen: Nora (Hiša lutk) Slavko Grum: Dogodek v mestu Gogi Dominik Smole: Antigona                          |
| 2024 | Ujeti ali svobodni?                                                                                | Slavko Grum: Dogodek v mestu Gogi Jean-Paul Sartre: Zaprta vrata Drago Jančar: Veliki briljantni valček Tjaša Mislej: Naše skladišče |
| 2025 | Človek na razpotjih časa                                                                           | Edvard Kocbek: Strah in pogum Drago Jančar: In ljubezen tudi                                                                         |
| 2026 | Klanec nekoč, danes, vedno?                                                                        | Ivan Cankar: Na klancu Tina Vrščaj: Na Klancu                                                                                        |